# Scheelite
La Scheelite è un minerale utile per l'estrazione del tungsteno, chiamato in origine wolframio,(74W). Questo metallo viene utilizzato per la fabbricazione delle vecchie lampadine a incandescenza (che contengono un filamento di tungsteno) e per acciai speciali. È un wolframato di calcio.
Fu scoperta nel 1751 dallo svedese Axel Fredrik Cronstedt, che la chiamò tungsten (che significa "pietra pesante" in svedese). Trent'anni dopo Carl Wilhelm Scheele accertò che da tale minerale poteva essere estratto un metallo chiamato poi, da tungsten, tungsteno.

## Morfologia
Si presenta in cristalli bipiramidali pseudoottaedrici o bipiramidali, spesso geminati, e a volte tabulari. Il colore può variare dal bianco al giallo, dal verdastro al marrone, fino al grigio rosato e al rosso violetto. Nei giacimenti ricchi di molibdeno, si rinviene anche in masse granulari bianche o giallastre.
La Scheelite è fragile, pesante e sfaldabile. Può essere traslucida, trasparente o colorata; a volte ha una trasparenza vitrea fino all’adamantino. La polvere è bianca.
È un minerale litoide, dal peso specifico elevato e dall'intensa fluorescenza bianca all'ultravioletto (254 nm). Solo se esposta a raggi U.V. di piccola lunghezza d’onda, emette luce bianca o azzurro chiaro. Sotto la luce U.V. nelle varietà ricche di molibdeno (powellite) può diventare gialla. È solubile negli acidi ma fonde con difficoltà.

## Origine e giacitura
La Scheelite si forma nei filoni pegmatitici e idrotermali ad alta temperatura. Si trova anche nelle fessure alpine e nelle rocce metamorfiche di medio grado, di frequente è associata a wolframite.
Si rinviene in grandi e bei cristalli in Brasile. Si trova in giacimenti economicamente importanti in Bolivia, in Myanmar, in Malaysia, in Giappone, in Cina nel Ganzhou e nel Sichuan, in Corea, negli U.S.A, in Romania a Maramures (Mindat) e in Austria. Nei geodi basaltici di Nasik in India si rinvengono bei cristalli di powellite. In Italia, a Traversella in Piemonte, sono stati trovati dei cristalli rosati. È presente in varie località della Sardegna, in Valsugana e in Val di Fiemme.